# Брод (община в Република Сръбска)
Вижте пояснителната страница за други значения на Брод.
Община Брод (на сръбски: Општина Брод) е разположена в Република Сръбска, част от Босна и Херцеговина. Неин административен център е град Брод. Общата площ на общината е 228.46 км2. Населението ѝ през 2004 година е 20 424 души.